# Lyons, Illinois
Lyons là một làng thuộc quận Cook, tiểu bang Illinois, Hoa Kỳ. Năm 2010, dân số của làng này là 10729 người.

## Dân số
Dân số qua các năm:
- Năm 2000: 10255 người.
- Năm 2010: 10729 người.